# 博爾代什蒂鄉
45°33′N 27°02′E / 45.550°N 27.033°E
博爾代什蒂鄉（羅馬尼亞語：Comuna Bordești, Vrancea），是羅馬尼亞的鄉份，位於該國東部，由弗朗恰縣負責管轄，面積13平方公里，海拔高度255米，2002年人口1,844，人口密度每平方公里143人。